# Primera Divisió 2017-2018
La Primera Divisió 2017-2018 è stata la 23ª edizione della massima serie del campionato andorrano di calcio. La stagione ufficiale è iniziata il 17 settembre 2017 e si è conclusa il 24 maggio 2018. L'FC Santa Coloma si è confermato campione di Andorra, vincendo il campionato per l'undicesima volta nella sua storia.

## Stagione

### Novità
Al termine della passata stagione, lo Jenlai , ha chiuso all'ultimo posto ed è stato retrocesso in Segona Divisió. Al suo posto è stato promosso l'Inter Escaldes, campione della Segona Divisió 2016-2017.

Dopo aver chiuso al settimo posto, l'Ordino, è stato retrocesso dalla Primera Divisió, avendo perso nel play-out contro il Penya Encarnada, secondo classificato in Segona Divisió 2016-2017.

### Formula
Al campionato, diviso in una fase di stagione regolare e in una fase di play-off, prendono parte otto club. Durante la stagione regolare le squadre si affrontano tre volte per un totale di 21 partite.
Al termine di questa fase le prime quattro classificate disputano fra loro un girone di play-off con gare di andata e ritorno.
Le ultime quattro classificate del campionato si affrontano invece fra loro in un girone di play-out per stabilire le due retrocessioni: l'ultima classificata è retrocessa direttamente in Segona Divisió mentre la penultima sfida la seconda classificata del campionato di Segona Divisió per ottenere l'ultimo posto disponibile nella massima serie.
Le squadre qualificate alle coppe europee sono tre: la vincente si qualifica per il primo turno preliminare dell'UEFA Champions League 2018-2019, la seconda classificata e la vincitrice della Copa Constitució 2017-2018 si qualificano per il primo turno preliminare della UEFA Europa League 2018-2019.

## Squadre partecipanti
| Squadra         | Città               | Stadio                            | Stagione precedente         |
| --------------- | ------------------- | --------------------------------- | --------------------------- |
| Encamp          | Encamp              | Camp de Futbol d'Encamp           | 6º posto in Primera Divisió |
| Engordany       | Escaldes-Engordany  | Estadi Comunal d'Andorra la Vella | 5º posto in Primera Divisió |
| FC Santa Coloma | Santa Coloma        | Estadi Comunal d'Andorra la Vella | Campione d'Andorra          |
| Inter Escaldes  | Escaldes-Engordany  | Estadi Comunal d'Andorra la Vella | 1º posto in Segona Divisió  |
| Lusitans        | Andorra la Vella    | Estadi Comunal d'Andorra la Vella | 4º posto in Primera Divisió |
| Penya Encarnada | Andorra la Vella    | Estadi Comunal d'Andorra la Vella | 2º posto in Segona Divisió  |
| Sant Julià      | Sant Julià de Lòria | Estadi Comunal d'Aixovall         | 2º posto in Primera Divisió |
| UE Santa Coloma | Santa Coloma        | Estadi Comunal d'Andorra la Vella | 3º posto in Primera Divisió |

### Classifica finale
|  | Pos. | Squadra         | Pt | G  | V  | N | P  | GF | GS  | DR   |
|  | ---- | --------------- | -- | -- | -- | - | -- | -- | --- | ---- |
|  | 1.   | FC Santa Coloma | 48 | 21 | 15 | 3 | 3  | 55 | 16  | +39  |
|  | 2.   | Engordany       | 47 | 21 | 14 | 5 | 2  | 45 | 11  | +34  |
|  | 3.   | Sant Julià      | 42 | 21 | 12 | 6 | 3  | 58 | 15  | +43  |
|  | 4.   | Lusitans        | 34 | 21 | 10 | 4 | 7  | 49 | 26  | +23  |
|  | 5.   | UE Santa Coloma | 29 | 21 | 8  | 5 | 8  | 35 | 25  | +10  |
|  | 6.   | Inter Escaldes  | 25 | 21 | 7  | 4 | 10 | 33 | 29  | +4   |
|  | 7.   | Encamp          | 10 | 21 | 3  | 1 | 17 | 26 | 76  | -50  |
|  | 8.   | Penya Encarnada | 2  | 21 | 0  | 2 | 19 | 10 | 113 | -103 |

Legenda:
      Ammesse ai play-off
      Ammesse ai play-out
Note:
Tre punti a vittoria, uno a pareggio, zero a sconfitta.
La classifica viene stilata secondo i seguenti criteri:
- Punti conquistati
- Punti conquistati negli scontri diretti
- Differenza reti negli scontri diretti
- Reti realizzate negli scontri diretti
- Differenza reti generale
- Reti totali realizzate

## Seconda fase
Le squadre mantengono i punti conquistati nella prima fase.

### Play-off

#### Classifica finale
|                    | Pos. | Squadra         | Pt | G  | V  | N | P | GF | GS | DR  |
| ------------------ | ---- | --------------- | -- | -- | -- | - | - | -- | -- | --- |
| Andorra (bandiera) | 1.   | FC Santa Coloma | 58 | 27 | 18 | 4 | 5 | 62 | 20 | +42 |
|                    | 2.   | Engordany       | 55 | 27 | 16 | 7 | 4 | 50 | 17 | +33 |
|                    | 3.   | Sant Julià      | 48 | 27 | 14 | 6 | 7 | 64 | 24 | +40 |
|                    | 4.   | Lusitans        | 44 | 27 | 13 | 5 | 9 | 59 | 35 | +24 |

Legenda:
      Campione di Andorra e ammessa alla UEFA Champions League 2018-2019
      Ammessa alla UEFA Europa League 2018-2019
Note:
Tre punti a vittoria, uno a pareggio, zero a sconfitta.
La classifica viene stilata secondo i seguenti criteri:
- Punti conquistati
- Punti conquistati negli scontri diretti
- Differenza reti negli scontri diretti
- Reti realizzate negli scontri diretti
- Differenza reti generale
- Reti totali realizzate

#### Risultati
|                 | Eng | FSC | Lus | SJu |
| --------------- | --- | --- | --- | --- |
| Engordany       | ––– | 0-1 | 0-0 | 1-0 |
| FC Santa Coloma | 0-0 | ––– | 4-1 | 0-1 |
| Lusitans        | 4-2 | 0-1 | ––– | 2-0 |
| Sant Julià      | 1-2 | 2-1 | 2-3 | ––– |

### Play-out

#### Classifica finale
|  | Pos. | Squadra         | Pt | G  | V  | N | P  | GF | GS  | DR   |
|  | ---- | --------------- | -- | -- | -- | - | -- | -- | --- | ---- |
|  | 1.   | UE Santa Coloma | 41 | 27 | 12 | 5 | 10 | 53 | 29  | +24  |
|  | 2.   | Inter Escaldes  | 35 | 27 | 10 | 5 | 12 | 45 | 43  | +2   |
|  | 3.   | Encamp          | 14 | 27 | 4  | 2 | 21 | 34 | 88  | -54  |
|  | 4.   | Penya Encarnada | 11 | 27 | 3  | 2 | 22 | 15 | 126 | -111 |

Legenda:
 Ammessa allo spareggio promozione-retrocessione
      Retrocessa in Segona Divisió 2018-2019
Note:
Tre punti a vittoria, uno a pareggio, zero a sconfitta.
La classifica viene stilata secondo i seguenti criteri:
- Punti conquistati
- Punti conquistati negli scontri diretti
- Differenza reti negli scontri diretti
- Reti realizzate negli scontri diretti
- Differenza reti generale
- Reti totali realizzate

#### Risultati
|                 | Enc | Int | Pen | UES |
| --------------- | --- | --- | --- | --- |
| Encamp          | ––– | 2-3 | 3-0 | 0-3 |
| Inter Club      | 2-2 | ––– | 1-2 | 3-1 |
| Penya Encarnada | 2-1 | 0-3 | ––– | 0-5 |
| UE Santa Coloma | 2-0 | 7-0 | 0-1 | ––– |

### Spareggio
Lo spareggio per un posto in Primera Divisió viene giocato tra la terza classificata dei play-out e la seconda classificata ai play-off promozione della Segona Divisió.
|                  |     |                  | Città e data                 |
| ---------------- | --- | ---------------- | ---------------------------- |
| Encamp           | 2-0 | Atlètic Escaldes | Encamp, 17 maggio 2017       |
| Atlètic Escaldes | 0-0 | Encamp           | Santa Coloma, 24 maggio 2017 |